# José Andrés Fleurquín
José Andrés Fleurquín Rubio es un exfutbolista uruguayo. 
Nació en Rocha (Uruguay) el 8 de febrero de 1975. Su posición natural en el terreno de juego era la de centrocampista. El último equipo al que defendió fue al Defensor Sporting Club. Fue desde 1997 a 2004 internacional con la selección de fútbol de Uruguay, con la que jugó un total de 11 partidos. Durante su etapa en Turquía participó en una edición de Champions League con el Galatasaray, en la que logró un gol frente al FC Barcelona.

Desde marzo de 2019 ejerce como vicepresidente de Defensor Sporting Club.

## Estilo de juego
Fue considerado uno de «los mejores 5» del fútbol uruguayo, gracias a su capacidad de recuperación y de ser el primer pase para armar el ataque. También es considerado un ídolo para la hinchada de Defensor Sporting y un jugador reconocido por sus grandes valores y humildad. Fue vicepresidente de Defensor Sporting durante 2019-2021 acompañando la presidencia de Ney Castillo en el club.
Fue partícipe, capitán y responsable de la mejor campaña internacional de su club, Defensor Sporting, en el año 2014, donde alcanzaron el tercer puesto de la Copa Libertadores.

## Clubes
| Club              | País    | Año       |
| ----------------- | ------- | --------- |
| Defensor Sporting | Uruguay | 1994-1999 |
| Sturm Graz        | Austria | 1999-2001 |
| Galatasaray       | Turquía | 2001-2002 |
| Stade Rennais     | Francia | 2002-2003 |
| Córdoba CF        | España  | 2003-2004 |
| Cádiz CF          | España  | 2004-2010 |
| Defensor Sporting | Uruguay | 2010-2015 |

## Palmarés
| Torneo               | Club              | País    | Año     |
| -------------------- | ----------------- | ------- | ------- |
| Torneo Clausura      | Defensor Sporting | Uruguay | 1997    |
| Superliga de Turquía | Galatasaray       | Turquía | 2001–02 |
| Segunda División     | Cádiz FC          | España  | 2004-05 |
| Segunda División B   | Cádiz FC          | España  | 2008-09 |
| Torneo Clausura      | Defensor Sporting | Uruguay | 2012    |
| Torneo Clausura      | Defensor Sporting | Uruguay | 2013    |